# Citi Field
Citi Field – stadion baseballowy w Queens w Nowym Jorku, na którym swoje mecze rozgrywa zespół New York Mets. Arena Meczu Gwiazd w 2013 roku.
Budowę obiektu rozpoczęto w listopadzie 2006. Pierwszy mecz sezonu zasadniczego rozegrano 13 kwietnia 2009; spotkanie New York Mets – San Diego Padres obejrzało 41 007 widzów. 
Na stadionie miały miejsce również koncerty, między innymi Paula McCartneya i Dave Matthews Band. 7 czerwca 2011 na Citi Field rozegrano po raz pierwszy mecz piłkarski; spotkanie towarzyskie Ekwador – Grecja (1:1) obejrzało 39 656 widzów. 1 listopada 2015 w piątym meczu World Series pomiędzy Mets a Kansas City Royals zanotowano rekordową frekwencję (44 859).

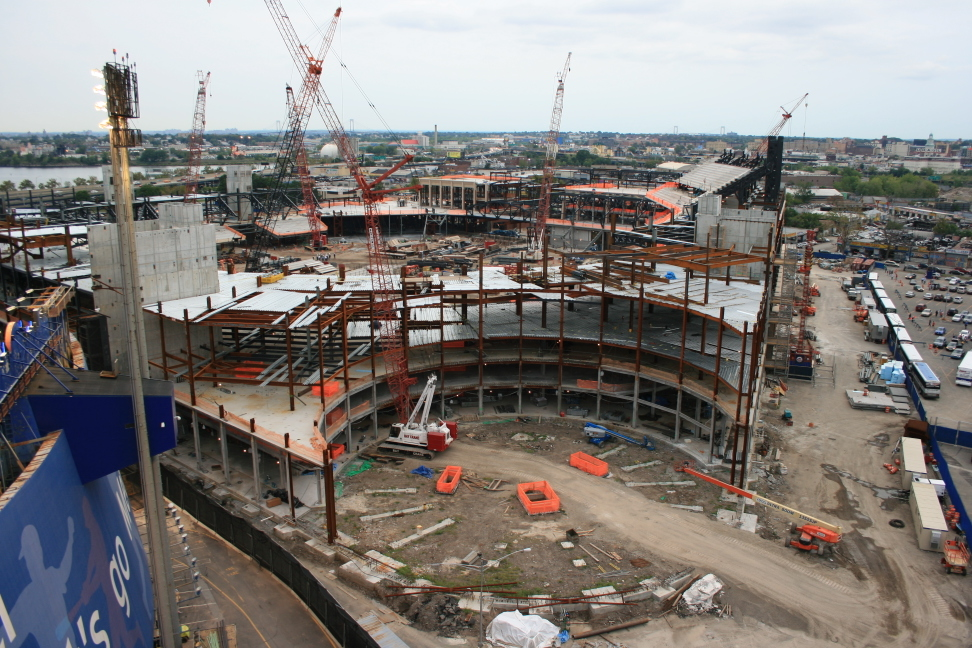
Citi Field podczas budowy w 2007 roku.
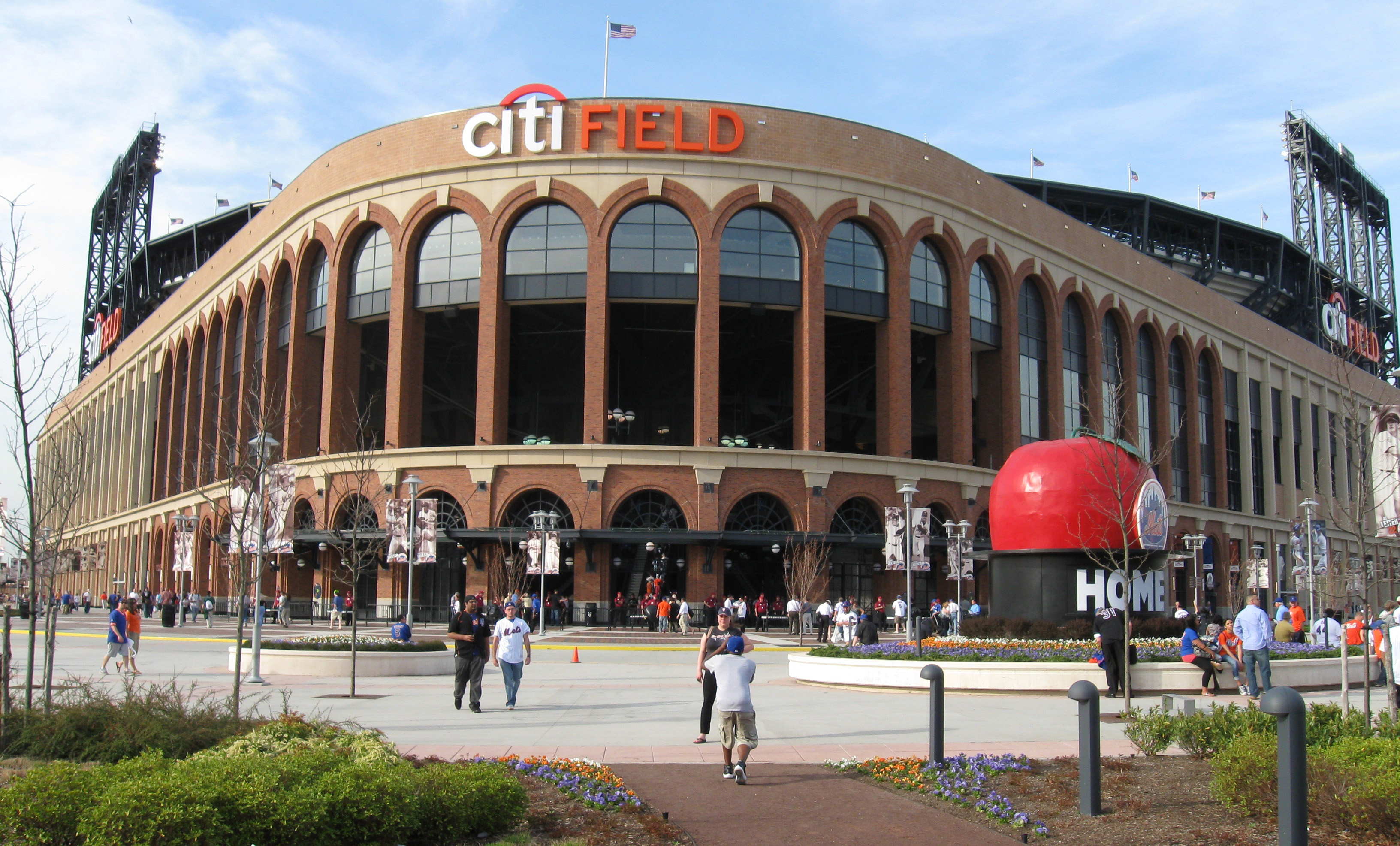
Główne wejście na stadion.
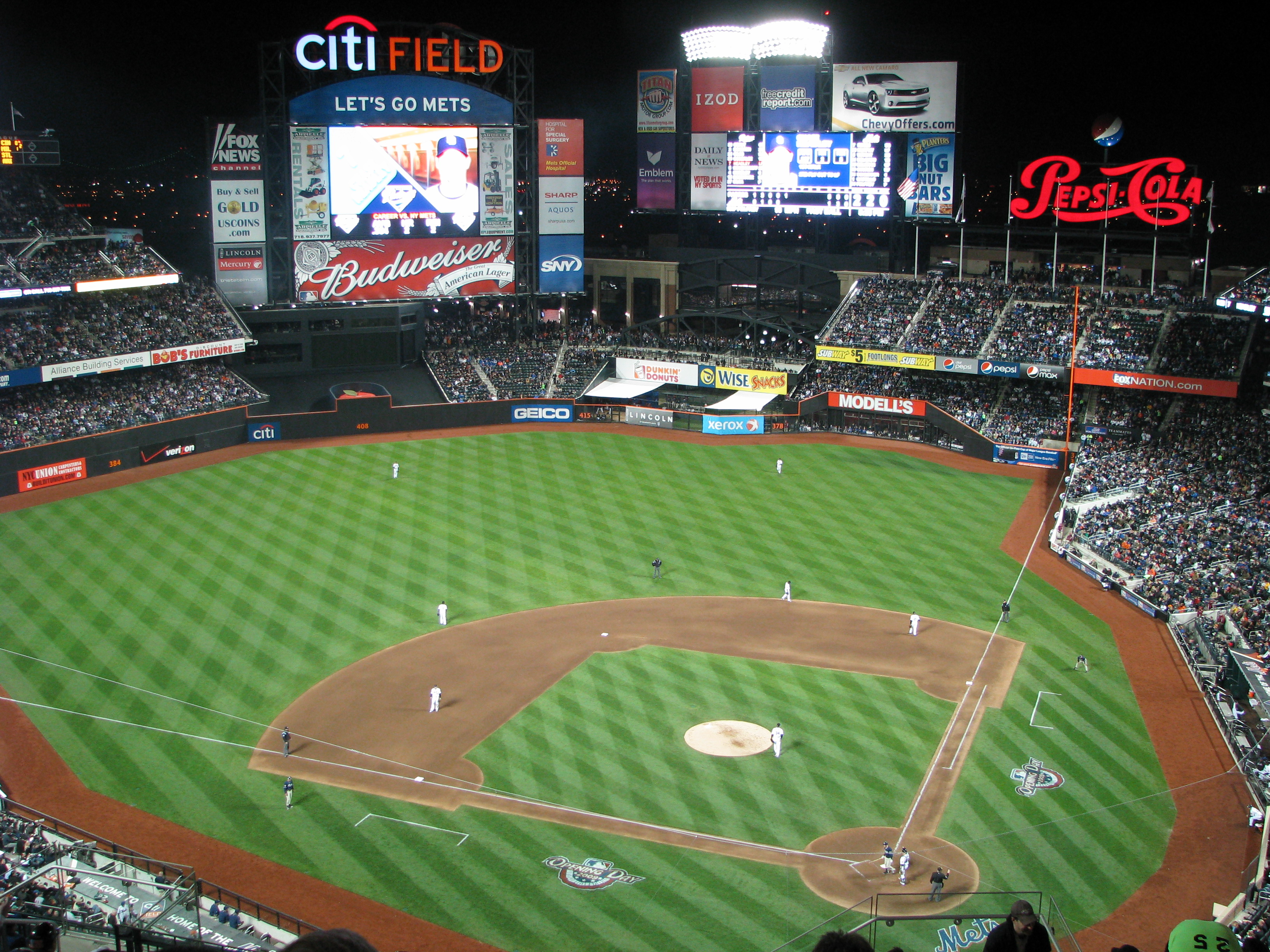
Citi Field podczas inauguracji w 2009 roku.
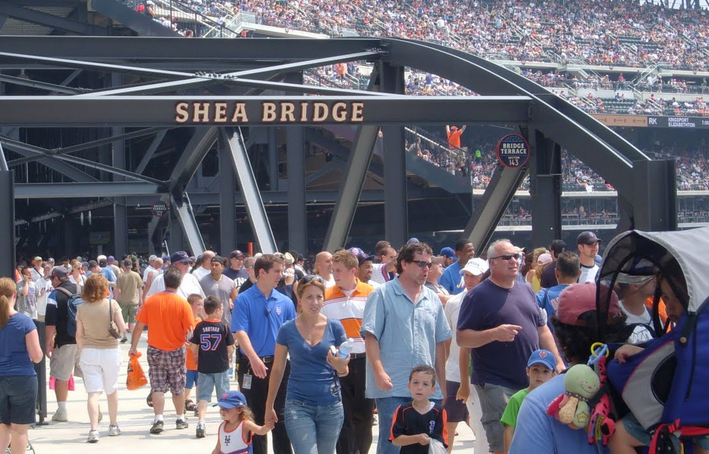
Wejście na trybunę Shea Bridge.
Logo stadionu.